# Pižma (Vjatka)
Pižma (rus. Пижма) je rijeka u Nižnjenovgorodskoj i Kirovskoj oblasti u Rusiji, pritok Vjatke. Duga je 305 km, s površinom porječja od 14660 km2. Pižma se smrzava sredinom studenog i ostaje okovana ledom do druge polovice travnja. Plovna unutar 144 km od njenog estuarija. Najveći pritok je Nemda, koja se ulijeva s desna.

## Vanjske poveznice
|  | Zajednički poslužitelj ima još gradiva o temi Pižma (Vjatka) |